# Здравко Чавдаров
Здравко Чавдаров е български футболист, вратар. Роден е в Смолян. Юноша на Марица (Пловдив). Играл е също за отборите на Родопа (Смолян), Сливен 2000 и ЦСКА (София).